# Abominog
Abominog — 14-й студийный альбом британской рок-группы Uriah Heep, выпущенный в марте 1982 года на Bronze Records в Великобритании и в сентябре 1982 года на Mercury Records в США. Это первый альбом группы, записанный без участия клавишника Кена Хенсли.
На альбоме представлены последние американские хиты группы «On the Rebound» и «That’s the Way That It Is». Последний был их самым популярным синглом 1980-х, достигнув 25-го места в рок-чарте США.

## История записи
После ухода из Uriah Heep Кена Хенсли — клавишника и основного автора песен группы, на его место довольно быстро взяли канадца Грегга Декерта, работавшего ранее с Джоном Сломаном в группе Pulsar. Декерт присоединился к Uriah Heep накануне турне по Великобритании в 1980-м году. Они дали 23 концерта в небольших городах и небольших залах.
Однако уход Хенсли не решил нарастающий кризис в группе. Песни с предыдущего альбома Conquest не имели успеха на концертах, да и у самих музыкантов отсутствовало прежнее воодушевление. Первым покинул группу Джон Сломан, констатировав: «за те 18 месяцев, что я пробыл в Хип, я понял, что мои музыкальные амбиции идут в другом направлении».
Тогда Мик Бокс и Тревор Болдер навестили бывшего вокалиста группы Дэвида Байрона. В 1976 году Кен Хенсли был одним из инициаторов изгнания Байрона из группы, и у Бокса возникла надежда, что может теперь, когда Хенсли нет в Uriah Heep, Байрон согласится вернуться. К всеобщему удивлению, Байрон ответил отказом.
После этого Тревор Болдер получил предложение от Wishbone Ash, от которого не смог отказаться. Покинул группу и Грегг Декерт. Единственный след, оставшийся от Декерта в Uriah Heep — это вышедший в 1980 году сингл «Think It Over / My Joanna Needs Tuning (Inside Out)». Позже Декерт работал с Дэвидом Гилмором, Bad Company, Dream Academy и другими.
В группе остался один Мик Бокс, имея при себе контрактные обязательства. Пробыв некоторое время в депрессии, Бокс принял решение возродить группу. В первую очередь Бокс связался с бывшим ударником Uriah Heep Ли Керслейком, который успел записать два альбома с Оззи Осборном. К тому моменту Керслейк и его напарник по группе Осборна басист Боб Дейсли были уволены женой и менеджером Оззи Осборна Шэрон Осборн. В итоге, оба музыканта присоединились к Uriah Heep.
На место клавишника пригласили Джона Синклера, ранее выступавшего в Heavy Metal Kids, которая играла когда-то на разогреве у Uriah Heep. А место вокалиста занял участник группы Trapeze Питер Голби, который прослушивался на это место ещё в 1979-м году, но тогда ему предпочли Сломана. Выбор Голби выглядел иронией судьбы на сей раз, поскольку Кен Хенсли, ушедший из-за Сломана был единственным, кто проголосовал за Голби.
После того, как состав окончательно утвердился, перед группой встал вопрос выбора направления. Было очевидно, что та музыка, которую Uriah Heep исполняли ранее, осталась в прошлом. В итоге на новом альбме, который получил название Abominog, был сделан уклон в сторону популярного в то время хеви-метала. «Abominog стал одним из важнейших альбомов в истории Uriah Heep, поскольку он решительно перенёс Хип из семедесятых в восьмидесятые», — так сказано на официальном сайте группы. Обложка и название альбома очевидным образом были выполнены в духе хеви-метала. 4 из 10 треков альбома — это кавер-версии записей других исполнителей. В альбом также вошёл ремейк «Think It Over» — песни, записанной предыдущим составом Uriah Heep. Оригинальная версия с участием Джона Сломана на ведущем вокале была стороной А сингла Uriah Heep 1980 года. Английская и американская версии альбома отличаются друг от друга порядком песен.
Альбому предшествовал 7-дюймовый EP под названием «Abominog Junior», включающий «On the Rebound» и два неальбомных трека: кавер на песню «Tin Soldier» группы Small Faces и «Son of a Bitch».

## Критика
Альбом получил одобрительные отзывы критиков. В ретроспективном обзоре AllMusic отмечалось, что «отголоски старого стиля группы можно было услышать в драматической и инструментальной мощи новых песен, но общее звучание в большей степени было обязано Новой волне британского хеви-метала и более жёстким группам эпохи арены-рока». В заключение было сказано, что альбом «достаточно крут, чтобы понравиться фанатам хеви-метала, но и достаточно хорош, чтобы покорить фанатов AOR-а, и эта комбинация делает его одним из самых устойчивых достижений Uriah Heep». Канадский журналист Мартин Попофф определил Abominog как «умная, динамичная пластинка, где заново изобретённый Uriah Heep переосмысливает жанры каждой песни на решительно прочном фундаменте мелодичного металла, пробуждая магию NWOBHM, окрашенную сложной химией пика эпохи Байрона».
Однако, в адрес альбома были и негативные отзывы, в первую очередь связанные с тем, что он звучал слишком по-американски.
Abominog имел успех как в Америке, так и в Европе, а песня «That’s the Way That It Is» попала в ротацию на MTV.

## Список композиций

### Сторона 1
1. «Too Scared to Run» (Мик Бокс, Боб Дейсли, Питер Голби, Ли Керслейк, Джон Синклер) — 3:49
2. «Chasing Shadows» (Бокс, Дейсли, Голби, Керслейк, Синклер) — 4:39
3. «On the Rebound» (Расс Баллард) — 3:14 (кавер Расса Балларда)
4. «Hot Night in a Cold Town» (Джефф Кашинг-Мюррей, Ричард Литлфилд) — 4:03 (кавер Джона Кугара)
5. «Running All Night (with the Lion)» (Гэри Фарр, Бокс, Дейсли, Голби, Керслейк, Синклер) — 4:28

### Сторона 2
1. «That’s the Way That It Is» (Пол Блисс) — 4:06 (кавер Bliss Band)
2. «Prisoner» (Джеймс Лэнс, Ди. Би. Купер, Тони Рипаретти) — 4:33 (кавер Sue Saad and the Next)
3. «Hot Persuasion» (Бокс, Дейсли, Голби, Керслейк, Синклер) — 3:48
4. «Sell Your Soul» (Бокс, Дейсли, Голби, Керслейк, Синклер) — 5:25
5. «Think It Over» (Джон Сломан, Тревор Болдер) — 3:42

## Участники записи

### Uriah Heep
- Питер Голби — ведущий вокал
- Мик Бокс — гитара, вокал
- Джон Синклер — клавишные, вокал
- Боб Дейсли — бас-гитара, вокал
- Ли Керслейк — ударные, вокал

### Производство
- Эшли Хоу — продюсер, звукоинженер, микширование
- Ник Роджерс — звукоинженер
- Хоуи Уайнберг — мастеринг в студии Masterdisk, Нью-Йорк

## Чарты

### Альбом
| Год  | Чарт                   | Высшая позиция |
| ---- | ---------------------- | -------------- |
| 1982 | Norwegian Albums Chart | 30             |
| 1982 | UK Albums Chart        | 34             |
| 1982 | German Albums Chart    | 52             |
| 1982 | Billboard 200 (US)     | 56             |

### Синглы
| Год  | Сингл                       | Чарт                       | Высшая позиция |
| ---- | --------------------------- | -------------------------- | -------------- |
| 1982 | «That’s the Way That It Is» | Mainstream Rock Songs (US) | 25             |